# Антична литература
Най-често под антична литература се има предвид литературата от класическата античност, макар че има и по-ранни периоди в историята на литературата, датирани още през бронзовата епоха в Месопотамия и Древен Египет. Най-старите литературни текстове, които са стигнали до нас, се датират цяло хилядолетие след изобретяването на писмеността, някъде към 3-то хил. пр.н.е. Най-ранните автори, чиито имена са разчетени и към тях са атрибутирани литературни произведения, са Птахотеп и Енхедуана, датирани съответно около 24 и 23 век преди н.е.
„Текстове“, поддържани в устна традиция, могат да предхождат фиксацията си в писмена форма с няколко века, и дори в случаи, дори хилядолетия. Класическата античност, например, се смята за започваща с Омир през 8 век преди н.е. Днес са ни известни много други литературни текстове, които обаче са трудни за датиране. Такива са например текстове от Петокнижието от Еврейската библия, традиционно датирани през 15 век пр. н.е., докато съвременните учени предполагат 10 век пр. н.е., като най-ранен. Ранен пример е Египетската Книга на Мъртвите, която вероятно е писана върху папирус от Ани през 250 г. пр. н.е.